# Martin Gore
Martin Lee Gore (London, 1961. július 23. –) angol zeneszerző, dalszövegíró, énekes, előadóművész, producer és DJ. A Depeche Mode elektronikus rockzenekar alapító tagja, dalszerzője, gitárosa, billentyűse, vokálosa és énekese. Tenor hangja kiegyensúlyozott kontrasztot kínál Dave Gahan baritonjához, színpadi megjelenése jellemzően feltűnő, androgün jegyeket mutat.
Gore a Depeche Mode mellett számos szólólemezt is kiadott, illetve a zenekar egy korábbi tagjával, Vince Clarke-kal is készítettek közös albumot VCMG név alatt.
Dalszövegei jellemzően a szex, politika és vallás témáit járják körbe. Véleménye szerint a magányról írt dalok közelebb állnak a valósághoz, míg a „boldog számokat" hamisnak, irreálisnak találja, számára a Depeche Mode zenéjében viszont „mindig felcsillan a remény szikrája".
Nemzetközi dalszerzői tevékenységéért 1999-ben elnyerte a legrangosabb brit dalszerzői kitüntetést, az Ivor Novello-díjat, 2009-ben díjazták a Moog Innovációs díjjal, 2020-ban pedig a Depeche Mode tagjaként beiktatták a Rock and Roll Hall of Fame-be.

## Korai évek
Martin Gore Londonban született, apja afroamerikai katona volt, aki az Egyesült Királyságban állomásozott. Dagenhamben nevelkedett anyjával, Pamelával és nevelőapjával, akik mindketten a Ford of Britain gyárban dolgoztak. Szülei 13 éves koráig titkolták apja kilétét, akivel felnőttként találkozott először az Egyesült Államok déli részén. Gore-nak van két féltestvére is: Karen (született 1967-ben) és Jacqueline (született 1968-ban).
Gyerekkorát „normálisnak és stabilnak" festi le, emlékei szerint introvertált volt és inkább olvasott egyedül, mint hogy kortársaival töltse szabadidejét, de szeretett iskolába járni és külföldi utakra is elkísérte osztályát.
1977-ben fejezte be a basildoni Nicholas Comprehensive iskolát, s egy bankban kezdett el dolgozni, esténként és hétvégente pedig egy helyi zenekarban, a Norman and the Worms-ben játszott barátjával, Phil Burdettel, akiből később szintén énekes-dalszerző lett.

## Depeche Mode
1980-ban ismerkedett meg Andrew Fletcherrel a Van Gogh Clubban, majd csatlakozott Vince Clarke és Andy zenekarához, a Composition of Sound-hoz. Nem sokkal később felvették énekesnek Dave Gahant, aki a meghallgatáson David Bowie „Heroes" c. számával aratott nagy sikert. Gahannak köszönhető a „Depeche Mode" elnevezés is, melyet egy francia divatmagazin címéből kölcsönzött.
A Depeche Mode debütáló albumának hangzásáért (Speak & Spell) elsősorban Vince Clarke volt felelős, Gore mindössze két számot írt a lemezre „Big Muff" és „Tora! Tora! Tora!" címmel. Mikor Vince Clarke 1981-ben bejelentette távozását, Gore lett a zenekar dalszerzője, s a második. A Broken Frame című albumra írt számok már nagyban különböztek mind szövegükben, mind hangzásukban a Speak & Spell stílusától. Gore vezetésével egyre sötétebbé és politikusabbá vált a zenekar, dalszövegei pedig jellemzően szex, politika és vallás témákban íródtak. A számok többségében a bariton Gahan tölti be az énekes szerepét, az inkább tenor hangú Gore pedig vokálozik, ám minden lemezen található pár olyan dal (jellemzően balladák), melyeket Gore énekel.
Gore több Depeche Mode számban gitáron is játszik (általában Gretsch White Falconján vagy Gretsch Double Anniversary-jén). Bár már a „Behind the Wheel" és „Love, in Itself" című dalokban is előkerült a hangszer, a „Personal Jesus" volt az első olyan szám, amiben főszerepet kapott, a Songs of Faith and Devotion albumon pedig már egyértelműen teret hódított magának. Fellépések alkalmával szintetizátorait rendszeresen gitárra váltja a „Never Let Me Down Again" vagy a „Question of Time" című számok közben. Az 1990-es években Gore így nyilatkozott: „Azt hiszem, bizonyos értelemben a modern zene élvonalába kerültünk, miközben kikoptunk a szokványos rockzenei rádiócsatornákról."

## Szóló karrier

### Counterfeit, Counterfeit2
1989-ben kezdődött Martin Gore szólókarrierje. Az ekkor megjelent Counterfeit e.p., majd ennek folytatásaként 2003-ban a Counterfeit² a Gore által kedvelt nagy elődök feldolgozásait tartalmazza, jellegzetesen Martin Gore-os hangzással. Az Exciter turnét követően vette fel, s jóval elektronikusabb lett, mint az azt megelőző két Depeche Mode lemez, az Exciter és Ultra. Egyéb érdekessége, hogy a 11 szám közt egy német nyelvű dal is megbújik („Das Lied vom einsamen Mädchen"). A Counterfeit2 albumhoz klubkoncert-turné is kapcsolódott.

### VCMG
A Depeche Mode egy korábbi tagjával, Vince Clarke-kal VCMG néven készítették el instrumentális minimáltechno albumukat Ssss címen, amit a Mute gondozásában adtak ki 2012. március 12-én. A két zenész harminc év után először dolgoztak együtt, s akkor sem épp szokványos módon, mivel a munka nagy részét mindketten egyedül végezték, saját stúdiójukban, és e-mailen küldözgették egymásnak a számokat, míg össze nem állt a tízszámos lemez. Az első kislemez, Spock a Beatporton jelent meg 2011. november 30-án világszerte, a második, Single Blip 2012. február 20-án, a harmadik, Aftermaths pedig 2012. augusztus 20-án.

### MG
2015 februárjában felkerült Gore hivatalos Facebook oldalára pár kép „MGxMG" hashtaggel, melyekről később kiderült, hogy új albuma, az MG promóciós anyagai voltak. Elnevezését a Vince Clarke-kal közös VCMG duó neve ihlette. Weboldalán és a közösségi médiában március 2-án közzé tett egy kislemezt, az „Europa Hymn"-et, és bejelentette, hogy új szólóalbuma április 27-én és 28-án jelenik meg.
Az MG Gore első olyan szólólemeze, melyre nem feldolgozások kerültek (lásd Counterfeit, Counterfeit2), hanem eredeti Martin Gore számok. A 16 számból álló lemezen a Delta Machine turné után kezdett el dolgozni 2013 márciusában, santa barbarai stúdiójában. Elmondása szerint már a Depeche Mode kezdete óta vágyott arra, hogy instrumentális albumot készíthessen. „Igyekeztem olyan elektronikus, filmszerű zenét írni, ami súrolja a sci-fi határait. (...) Számomra a zene létszükséglet. Hetente legalább ötször bejárok a stúdióba és amint megvan az ötlet meg a minta, maga a zeneszerzés folyamata már gyors és szórakoztató.” mondja Gore.

### The Third Chimpanzee
Harmadik, ötszámos szólólemezén Gore moduláris szintetizátorait szólaltatja meg: „Mindegyik szám szintetizátor-alapú, ha jól emlékszem, gitárt nem használtam egyiken sem. Ének, szintetizátor és dob." nyilatkozta Gore a Rolling Stone-nak. „Felénekeltem pár hangot, amiket »újraszintetizáltam«, így inkább hasonlítottak majomüvöltésre. Ezért döntöttem végül úgy, hogy majmokról nevezem el az összes dalt.” mondja Gore. A lemez címét egy Jared Diamond könyv ihlette, melyben az író a majmoktól örökölt emberi viselkedést elemezte, a borítót pedig Pockets Warhol, egy kanadai csuklyásmajom festette.

## Electric Ladyboy stúdió
Gore Santa Monicában építette meg saját stúdióját, melyben többek közt helyt kapott páratlan Eurorack, Moog és Erica moduláris szintetizátorgyűjteménye. A 2000-es évektől itt készítette szóló lemezeit, illetve írta Depeche Mode számait.

## Díjak, elismerések
Martin Gore nemzetközi dalszerzői tevékenységéért 1999. május 27-én elnyerte a legrangosabb brit dalszerzői kitüntetést, az Ivor Novello-díjat, majd 2019-ben „a populáris zenéért tett munkájáért" Moog Innovációs díjjal jutalmazták.
„A zenei úttörő Martin Gore létezésről alkotott mesteri elektronikus meditációival rávilágít a mindent átalakító zene és tiszta érzelmek közti kapcsolatra. A Depeche Mode alapítótagjaként érzéki elektronikus kompozícióival és önvizsgálatot tükröző dalszövegeivel világszerte képes megszólítani hű ranjongóit, és számtalan elismert művészre tudott hatást gyakorolni, köztük Trent Reznorra és Johnny Cash-re.(...) Gore korszakalkotó módon, az elektronikus zene érzelmi erejével emlékeztet arra, milyen élmény embernek lenni." Moog

## Magánélete
1994. augusztus 27-én Gore elvette Suzanne Boisvert fehérnemű-divattervezőt, házasságukból két lányuk és egy fiuk született, majd 2006 januárjában elváltak. 2005-ben írt számát, a Playing the Angel albumon található „Precious-t" a családjától való eltávolodás ihlette. 2014 júniusában vette el második feleségét, Kerrilee Kaskit, s két lányuk született, akiket Santa Barbarán nevelnek.
A zenekar 1993-as 'Devotional' turnéja során stressz okozta rohamoktól szenvedett, és korábban nyilvánosan is beszélt alkoholista múltjáról. 1983-ban (Alan Wilderrel együtt) egészségügyi és morális megfontolásból vegetariánus étrendre váltott.

## Szóló diszkográfia

### Stúdió albumok
1. Counterfeit² (Mute, 2003)
2. MG  (Mute, 2015)

### EP-k
1. Counterfeit e.p. (Mute, 1989)
2. MG Remix EP (Mute, 2015)
3. The Third Chimpanzee (Mute, 2021)

### Kislemezek
1. Compulsion (1989)
2. Stardust (2003)
3. Loverman (2003)
4. Europa Hymn (2015)
5. Pinking (Christoffer Berg Remix) (2015)

### Feldolgozások és közreműködések
- 1995 Gore Leonard Cohen „Coming Back To You" c. számának feldolgozásával szerepel a szerző tiszteletére kiadott Tower of Song c. lemezen.
- 2004 Gore a Client együttes „Overdrive" c. számában vokálozik.
- 2006 Gwen Stefani The Sweet Escape c. albumának „Wonderful Life" c. dalában gitározik.
- 2007 A Onetwo együttes „Cloud Nine" c. számának dalszerzőjeként és gitárosaként működik közre.
- 2007 Nitzer Ebb „Once You Say" dalának hátterében vokálozik Gore.
- 2009 A francia Nouvelle Vague együttes 3 c. feldolgozásalbumának nyitószáma a „Master and Servant" a Depeche Mode-tól, háttérénekesként az eredeti dalszerző, Gore is közreműködik (az énekesnő Melanie Pain).[54]

### Remixek
- 1994 Spirit Feel – „Rejoice" (Mystic Span Mix)
- 1995 Garbage – „Queer" (The Most Beautiful Woman in Town Mix)
- 1999 ON – „Soluble Words" (Sublingual Remix)
- 2003 Señor Coconut And His Orchestra – „Smooth Operator" (In-Disguise Remix)
- 2013 Diamond Version – „Get Yours" (Martin L. Gore Remix)

## VCMG diszkográfia

### Album
1. Ssss (Mute, 2012)

### Kislemezek
1. Spock (Mute, 2011)
2. Single Blip (Mute, 2012)
3. Aftermaths (Mute, 2012)

## Gore által énekelt Depeche Mode számok
A Depeche Mode énekese Dave Gahan, azonban alkalmanként Gore is elénekel néhány számot. A következő lista időrendben tartalmazza a Gore által énekelt számokat.
- Speak & Spell
  - „Any Second Now (Voices)"
- Construction Time Again
  - „Pipeline"
- Some Great Reward
  - „It Doesn't Matter"
  - „Somebody"
- Black Celebration
  - „A Question of Lust"
  - „Sometimes"
  - „It Doesn't Matter Two"
  - „World Full of Nothing"
  - „Black Day"
- Music for the Masses
  - „The Things You Said"
  - „I Want You Now"
  - „Route 66"
- Violator
  - „Personal Jesus (acoustic)"
  - „Enjoy the Silence (Harmonium)"
  - „Sweetest Perfection"
  - „Blue Dress"
- Songs of Faith and Devotion
  - „Death's Door" Until the End of the World (filmzene)
  - „Judas"
  - „One Caress"
- Ultra
  - „Home"
  - „The Bottom Line"
- Exciter
  - „Comatose"
  - „Breathe"
- Playing the Angel
  - „Macro"
  - „Damaged People"
- Sounds of the Universe
  - „Jezebel"
  - „The Sun And The Moon And The Star"

Duett
A következő számokat Gore és Gahan együtt adják elő. Egyes számoknál mindketten egyszerre énekelnek (például "Behind the Wheel"), míg máskor Gahan énekli a versszakokat és Gore a refrént (például "Everything Counts"). A felsorolt számok listája a Wikipedia szerkesztésében részt vevő rajongók véleménye alapján készült. A csapat részéről hivatalosan nem duettként vannak nyilvántartva.
- „Shouldn't Have Done That" [A Broken Frame]
- „Everything Counts" [Construction Time Again]
- „Something to Do" [Some Great Reward]
- „People Are People" [Some Great Reward]
- „Shake the Disease" [The Singles 81-85]
- „Here is the House" [Black Celebration]
- „Behind the Wheel" [Music for the Masses]
- „Pleasure, Little Treasure" [Music for the Masses]
- „Waiting for the Night" [Violator]
- „Insight" [Ultra]
- „The Sinner In Me" [Playing the Angel]
- „Nothing's Impossible" [Playing the Angel]
- „Newborn" [Playing the Angel]
- „Oh Well" [Sounds Of The Universe]

## Fordítás
Ez a szócikk részben vagy egészben  a   Martin Gore című angol Wikipédia-szócikk ezen változatának fordításán alapul.  Az eredeti cikk szerkesztőit annak laptörténete sorolja fel. Ez a jelzés csupán a megfogalmazás eredetét és a szerzői jogokat jelzi, nem szolgál a cikkben szereplő információk forrásmegjelöléseként.